# Campionato mondiale di hockey su ghiaccio maschile 1999
Il Campionato mondiale di hockey su ghiaccio maschile 1999, organizzato sotto il patrocinio dell'International Ice Hockey Federation, si è svolto in Norvegia, che lo ha ospitato nelle città di Oslo, Lillehammer e Hamar.
Il torneo è stato vinto dalla Repubblica Ceca, che ha sconfitto in finale la Finlandia. Al gradino più basso del podio è giunta invece la squadra della Svezia, che si è imposta sul Canada nella gara valida per la medaglia di bronzo.

## Classifica finale
| Pos. | Squadra     |
| ---- | ----------- |
| 1    | Rep. Ceca   |
| 2    | Finlandia   |
| 3    | Svezia      |
| 4    | Canada      |
| 5    | Russia      |
| 6    | Stati Uniti |
| 7    | Slovacchia  |
| 8    | Svizzera    |
| 9    | Bielorussia |
| 10   | Austria     |
| 11   | Lettonia    |
| 12   | Norvegia    |
| 13   | Italia      |
| 14   | Ucraina     |
| 15   | Francia     |
| 16   | Giappone    |

Le squadre classificate dall'11º al 16º posto sono state relegate ai tornei di qualificazione per l'ingresso nel campionato mondiale del 2000.